# Paysan breton (marque)
Pour les articles homonymes, voir Paysan Breton.
Paysan breton est une marque commerciale de la SAS Laïta. Transformés en France par les coopératives agricoles fondatrices de l'enseigne Laïta, les transformations Paysan breton sont issues des productions de lait cru réfrigéré des agriculteurs de tout l'ouest de la France. Ces transformations agroindustrielles laitières sont vendues à la « grande distribution » internationale qui les commercialise au détail.
Fondée en 1969, cette marque est principalement connue pour sa gamme de beurres, qui représente 78 % de son chiffre d'affaires. Elle propose aussi d'autres produits.

## Production

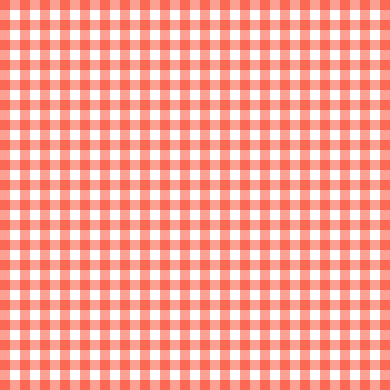
Le motif des tissus vichy rouge est repris comme signe distinctif de la marque Paysan breton depuis 1972.

## Gamme de produits
- beurre : beurre demi-sel, beurre doux, beurre salé au sel de Guérande ;
- fromage blanc battu, sous la marque Madame Loïk ;
- caramel au beurre salé ;
- crêpes bretonnes : nature ou fourrées ;
- lait ribot ;
- fromages[3] : emmental, brie…

## Commercialisation
Les beurres Paysan breton sont numéro deux du marché français, derrière la marque Président avec 130 000 t.